# Antibalas
Gli Antibalas sono un gruppo musicale afrobeat statunitense attivo dal 1998.

## Formazione
- Martin Perna - sax baritono, flauto traverso
- Morgan Price - sax tenore, sax alto
- Jas Walton - sax tenore, sax alto
- Jordan McLean - tromba, flicorno
- Eric Biondo - tromba
- Aaron Johnson - trombone
- Raymond Mason - trombone
- Will Rast - pianoforte, hammond, rhodes, clavinet, sintetizzatore, celesta
- Luke O'Malley - chitarra
- Timothy Allen - chitarra
- Marcos J. Garcia - chitarra, cori
- Nikhil P. Yerawadekar - basso
- Kevin Raczka - batteria
- Duke Amayo - percussioni, voce
- Marcus Farrar - shaker, voce
- Rey de Jesus - congas

Ex membri
- Victor Axelrod -  pianoforte, hammond, rhodes, clavinet, sintetizzatore, celesta
- Stuart D. Bogie - sax tenore
- Mike Wagner - trombone
- Fernando Velez - congas
- Miles Artnzen - batteria
- Phillip Ballman - batteria
- Gabriel Roth - chitarra
- Del Stribling - basso
- Nick Movshon - basso
- Geoff Mann - shekere
- Dave Guy - tromba
- Todd Simon - tromba

## Discografia
- Liberation Afrobeat Vol. 1 (2000)
- Talkatif (2002)
- Who Is This America? (2004)
- Security (2007)
- Antibalas (2012)
- Where the Gods Are in Peace (2017)
- Fu Chronicles (2020)

## Collaborazioni
- Uninvisible - Medeski Martin and Wood (2002)
- Desperate Youth, Blood Thirsty Babes - TV on the Radio (2004)
- Zen of Logic - DJ Logic (2006)
- Return to Cookie Mountain - TV on the Radio (2006)
- Antidotes - Foals (2008)
- Dear Science - TV on the Radio (2008)
- Love This Giant - David Byrne & St. Vincent (2012)
- Melagioco - Jovanotti (2015)